# 학포로
학포로(Hakpo-ro)는 전라남도 화순군 이양면에서 화순군 화순읍를 잇는 도로이다.

## 주요 경유지
전라남도
- 화순군 (이양면 - 청풍면 - 춘양면 - 한천면 - 능주면 - 화순읍)

## 노선
| 이름                | 접속 노선                   | 소재지 | 소재지 | 비고                    |
| ------------------- | --------------------------- | ------ | ------ | ----------------------- |
| (이름없음)          | 지방도 제843호선 (쌍산의로) | 화순군 | 이양면 | 지방도 제843호선과 중복 |
| (이름없음)          | 지방도 제843호선 (송정길)   | 화순군 | 이양면 | 지방도 제843호선과 중복 |
| 기운교              |                             | 화순군 | 이양면 |                         |
| 송정 교차로         | 국도 제29호선 (화보로)      | 화순군 | 이양면 |                         |
| 구미교              |                             | 화순군 | 청풍면 |                         |
| 신리삼거리          | 곰치로                      | 화순군 | 청풍면 |                         |
| 이양1교             |                             | 화순군 | 이양면 |                         |
| 오류삼거리          | 이양로                      | 화순군 | 이양면 |                         |
| 품평교              |                             | 화순군 | 이양면 |                         |
| 이양철도육교        |                             | 화순군 | 이양면 |                         |
| 이양 교차로         | 국도 제29호선 (화보로)      | 화순군 | 이양면 |                         |
| 금능교              |                             | 화순군 | 이양면 |                         |
| 입교                |                             | 화순군 | 청풍면 |                         |
| 입교 교차로         | 국도 제29호선 (화보로)      | 화순군 | 청풍면 |                         |
| 용두교              |                             | 화순군 | 춘양면 |                         |
| 우봉교              |                             | 화순군 | 춘양면 |                         |
| 화림교              |                             | 화순군 | 춘양면 |                         |
| 춘양 교차로         | 국도 제29호선 (화보로)      | 화순군 | 춘양면 |                         |
| 도산교              |                             | 화순군 | 한천면 |                         |
| 모산교              |                             | 화순군 | 한천면 |                         |
| 모산삼거리          | 지방도 제822호선 (죽헌로)   | 화순군 | 한천면 |                         |
| 모산 교차로         | 국도 제29호선 (화보로)      | 화순군 | 한천면 |                         |
| 한천교              |                             | 화순군 | 능주면 |                         |
| 능주면소재지 교차로 | 지석로                      | 화순군 | 능주면 |                         |
| 능주IC 교차로       | 국도 제29호선 (화보로)      | 화순군 | 능주면 |                         |
| 능주교              |                             | 화순군 | 능주면 |                         |
| 백암 교차로         | 국도 제29호선 (화보로)      | 화순군 | 화순읍 |                         |
| 벽라교              |                             | 화순군 | 화순읍 |                         |
| (이름없음)          | 국도 제29호선 (화보로)      | 화순군 | 화순읍 |                         |